# Za ścianą
Za ścianą – polski film telewizyjny z 1971 w reżyserii Krzysztofa Zanussiego.
Film kręcony w Warszawie.

## Opis fabuły
Dwoje samotnych ludzi mieszkających w tym samym bloku łączy pasja naukowa, ale dzieli hierarchia społeczna związana z sukcesem zawodowym, który stał się udziałem tylko docenta Jana. Anna dąży do zacieśnienia znajomości, ale mężczyzna okazuje jej chłód emocjonalny.

## Obsada
- Zbigniew Zapasiewicz − Jan
- Maja Komorowska − Anna
- Jan Kreczmar − profesor